# ببلوس
البَبْلوس هو لباس بطول الجسم أُنشئ كزي نموذجي للنساء الإغريقيات حوالى عام 500 قبل الميلاد، خلال أواخر العصر العتيق والكلاسيكي.